# Valeriana punctata
Valeriana punctata är en kaprifolväxtart. Valeriana punctata ingår i släktet vänderötter, och familjen kaprifolväxter.

## Underarter
Arten delas in i följande underarter:
- V. p. punctata
- V. p. trichophylla